# 酒場でDABADA
「酒場でDABADA」（さかばでダバダ）は、日本の歌手である沢田研二の31枚目のシングルである。
1980年9月21日にポリドール・レコードより発売された。

## 解説
- 沢田が『NTV紅白歌のベストテン』（1980年11月24日放送回）に出演した際、司会の堺正章に同曲の歌詞「DABADA DI DI DABADADIDA…」のスキャットが「沢田デンデンムシ食べた」に聴こえると冗談を言われた後、最後の部分で本当に「♪沢田デンデンムシ食べ～た」と歌ってみせた[1][注釈 1]。
- 沢田のシングル作品において、本作が700円に価格改定されてから最初の作品である。

## 収録曲
1. 酒場でDABADA
  - 作詞：阿久悠／作曲:鈴木キサブロー／編曲:沢健一
2. 嘘はつけない
  - 作詞：糸井重里／作曲：沢田研二／編曲：松任谷正隆

## 参加ミュージシャン
- オールウェイズ
  - 吉田建
  - 柴山和彦
  - 沢健一
  - 鈴木二郎
  - 羽岡利幸
  - 西平彰